# 무장돌격여단 러시아 국민해방군
친위대 돌격여단 러시아 국민해방군(독일어: SS Sturmbrigade „RONA“)은 제2차 세계 대전 당시 나치 독일이 점령한 러시아 지역(로코트 공화국)에서 활동한 파르티잔 토벌 부대이다. 여단장 브로니슬라프 카민스키는 여단을 러시아 국민해방군(러시아어: Русская освободительная народная армия ;РОНА 루스카야 오스보보디텔나야 나로드나야 아르미야; RONA[*])라고 명명했다. 여단장 카민스키의 이름을 따서 카민스키 여단(Kaminski Brigade)이라고도 한다
본래 1941년 말 질서경찰의 전투경찰 부대로 만들어졌으며 최초 부대원은 200명이었다. 1943년 중반 부대원이 1만~1만 2천 명으로 늘어났고 노획된 소련군 전차와 야포를 사용하게 되었다.
성채 작전이 실패로 돌아간 뒤 러시아 국민해방군은 벨라루스로 후퇴했고, 이 지역에서 파르티잔 토벌 활동에 참여하며 셀 수 없이 많은 민간인 피해를 발생시켰다. 1944년 3월 카민스키 인민여단(독일어: Volksheer-Brigade „Kaminski“)이라고 개칭되었다가 이후 6월 무장친위대에 흡수되어 무장돌격여단 러시아 국민해방군(독일어: Waffen-Sturm-Brigade RONA)으로 개칭되고 여단장 카민스키에게는 친위대 무장여단지도자 계급이 주어진다(해당 계급을 사용한 유일한 인물이다.).
바그라티온 작전 이후 카민스키 여단은 더욱 서쪽으로 후퇴했고 1944년 7월 말에는 3~7천 명으로 병력이 줄어 있었다. 친위대 지도부는 여단을 사단급으로 확대하여 제29SS무장척탄병사단으로 명명하려고 계획했다. 그러나 히믈러가 부대 확대 계획을 승인한 당일 바르샤바 봉기가 일어나 확대 계획은 무기한 연기되고 카민스키 여단은 봉기 진압에 투입되어 수많은 전쟁범죄를 저지른다.
1944년 8월 18일 여단장 카민스키가 살해되었다. 기록에 따라 친위대 재판부가 그에게 유죄를 선고했다고도 하고 게슈타포에 의해 재판도 없이 즉결처형되었다고도 한다. 8월 27일, 여단이 통제가 어려울 정도로 불안정해지자 독일군 지도부는 여단을 바르샤바에서 빼내 서쪽으로 이동시켰다. 더욱 병력이 줄어든 여단은 슬로바키아 파르티잔 토벌에 참여하다가 1944년 10월 말 해체되고 잔존 병력은 안드레이 블라소프의 러시아 해방군에 흡수된다.

## 같이 보기
- 브로니슬라프 카민스키
- 러시아 해방군